# 諾門小褐鱈
諾門小褐鱈，為輻鰭魚綱鱈形目稚鱈科的其中一種，分布於西印度洋占吉巴海域，為深海魚類，深度238-293公尺，體長可達16.9公分，棲息在底層水域，生活習性不明。

## 扩展阅读
維基物種上的相關：諾門小褐鱈